# 格奧爾格·阿爾布雷希特 (布蘭登堡-庫爾姆巴赫)
格奧爾格·阿爾布雷希特（德語：Georg Albrecht，1619年3月20日—1666年9月27日），布蘭登堡-拜律特藩侯克里斯蒂安的幼子，母親是普魯士公爵阿爾布雷希特·腓特烈的女兒瑪麗。

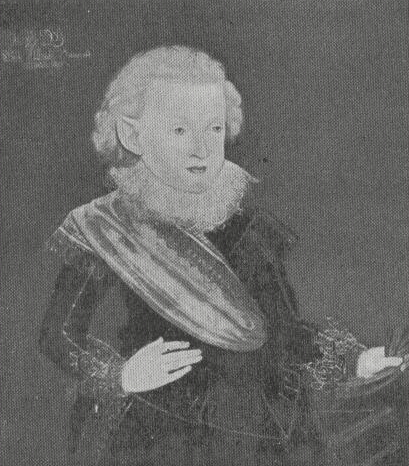

格奧爾格·阿爾布雷希特的姪子克里斯蒂安·恩斯特於1655年繼位為布蘭登堡-拜律特藩侯時尚年幼，因此由格奧爾格·阿爾布雷希特擔任攝政直至1664年。

## 家庭
1651年，格奧爾格·阿爾布雷希特與什勒斯維希-霍爾斯坦-森訥堡-格呂克斯堡的瑪麗亞·伊莉莎白結婚，兩人共有三個兒子：
1. 埃爾德曼·菲利普（1659年—1678年），早逝
2. 克里斯蒂安·海因里希（1661年—1708年）
3. 卡爾·奧古斯特（1663年—1731年）